# Star Wars-steder
Dette er en ufuldstændig liste over steder i det fiktive Star Wars-univers.

## Star Wars-galaksens astrografi i Canon

### Regioner og territorier
- Kernen (Core Worlds)[1][2] er en region i Galaksen som grænser op til Kernedybet. Den indeholder planeter som Coruscant og Hosnian Prime.
- Kernedybet (Deep Core)[2] er en region i Galaksen som indeholder planeter som Troithe og Empress Teta.
- Kolonierne (Colonies)[2] er en region beliggende mellem Kerneverdenerne og Inderste Ring der indeholder planeter som Cato Neimodia.
- De Ukendte Regioner[3] er en region i vesten af Galaksen. Regionen er meget uudforsket, men indeholder planeter som Ach-To
- Indre Ring[2] er en region i Galaksen som indeholder planeter som Jakku og Onderon.
- Kolonierne (Colonies)[2] er en region beliggende mellem Kerneverdenerne og Inderste Ring der indeholder planeter som Cato Neimodia.
- Midterste Ring (Mid Rim)[4][2][5][6] er en region i Galaksen som indeholder systemer som Naboo og Kashyyyk
- Ydre Ring (Outer Rim Territories eller Outer Rim)[7][2][8] er en region i Galaksen som ligger udenfor Midterste Ring. Den indeholder planeter som Tatooine, Mon Cala, Scarif. Regionen er præget af kriminalitet.

## Planeter
| Navn        | Første gang set     | År   | Beskrivelse | Kilde |
| ----------- | ------------------- | ---- | --- | ----- |
| Alderaan    | Et nyt håb          | 1977 | Skove, bjerge. Prinsesse Leia's hjemplanet og sin adoptivforældre Bail Organa. Aldera er planeten Alderaans hovedstad, hvorfra bl.a. Prinsesse Leia og Bail Organa kommer. Dens hovedstad Aldera er kendt for sit universitet. Tilintetgjort af Imperiet som straf for at støtte Oprørsalliancen |       |
| Bespin      | Imperiet slår igen  | 1980 | Cloud City er en by, der svæver ved hjælp af antigravitationsmidler over planten Bespin. Byen blev administreret af Lando Calrissian indtil det galaktiske imperium overtog byen. Cloud City huser mange indbyggere, både mennesker og ugnaughter. |       |
| Corellia    | Et nyt håb          | 1977 | En planet, der er kendt for sine skibsværfter og omfattende kriminalitet. Mange kendte personer, blandt andet Han Solo, kommer herfra. |       |
| Lothal      | Star Wars Rebels    | 2014 | En planet i Ydre Ring Territorierne hvor Ezra Bridger fra Star Wars Rebels-serien er født i 19 BBY. |       |
| Kamino      | Klonernes angreb    | 2002 | En planet i Kamino-systemet som begge ligger uden for Ydre Ring og er klonsoldaternes fødested. Dens hovedstad er byen Tipoca City. |       |
| Naboo       | Den usynlige fjende | 1999 | Otoh Gunga En by på planeten Naboo og er en undervandsby. Jar Jar Binks stammer fra Otoh Gunga, men blev bortvist, fordi han er klodset (som han selv udtaler i Episode ). |       |
| Ord Mantell | Imperiet slår igen  | 1980 | En planet i den Midterste Ring |       |
| Tatooine    | Et ny håb           | 1977 | Ørken og klitter. Bestine er hovedstaden, men som forekommer det, set ud fra filmene, i hvert fald som at Mos Eisley er mere udbredt og omtalt. Mos Espa er en by på planeten og lægger bl.a. hus til de voldsomme, men meget populære, podracerløb. Mos Eisley er en by på planeten Tatooine. Mos Eisley er præget af kriminalitet, som fx mord, vold, gambling og tyveri. Desuden er slaveri og slavehandel stadig ikke en afskaffet ting. Tiggerkløften er en tør flodseng på Tatooine. Det er her at Boonta Eve Classic podracerløbet, som Anakin Skywalker som lille deltager i finder sted i Star Wars Episode I: Den usynlige fjende. |       |
| Wayland     | Heir to the Empire  | 1991 | Planet, hvor Storadmiral Thrawn får adgang til Palpatine's lagre. I Star Wars: De hårde hunde (2021) er Tantiss-basen er sprængt ind i bjerget Mount Tantiss, på planeten og er den kejserlige forskningsgruppe den Teknologiske Videnskabsdivisions hovedkvarter. |       |